# Escuela sevillana de pintura
El desarrollo histórico de la Escuela sevillana de pintura resulta de primordial importancia dentro del ámbito del arte español así como por los numerosos maestros de primer orden que ha producido a lo largo de los siglos. 

## El inicio de la escuela
Los comienzos se remontan a la Baja Edad Media, localizándose, aparte los precedentes trecentistas de los murales ítalo-góticos de la Virgen de la Antigua de la catedral hispalense y la Anunciación de Santa María de Arcos de la Frontera (Cádiz), en la decimoquinta centuria, integrados en las fórmulas del goticismo hispanoflamenco. Nombres como Juan Sánchez de Castro, tradicionalmente llamado «el patriarca de la pintura sevillana», y Juan Núñez constituyen, junto con otros no totalmente identificados y con maestros anónimos como el llamado de Zafra, el elenco de este primer momento pictórico sevillano.

## Renacimiento

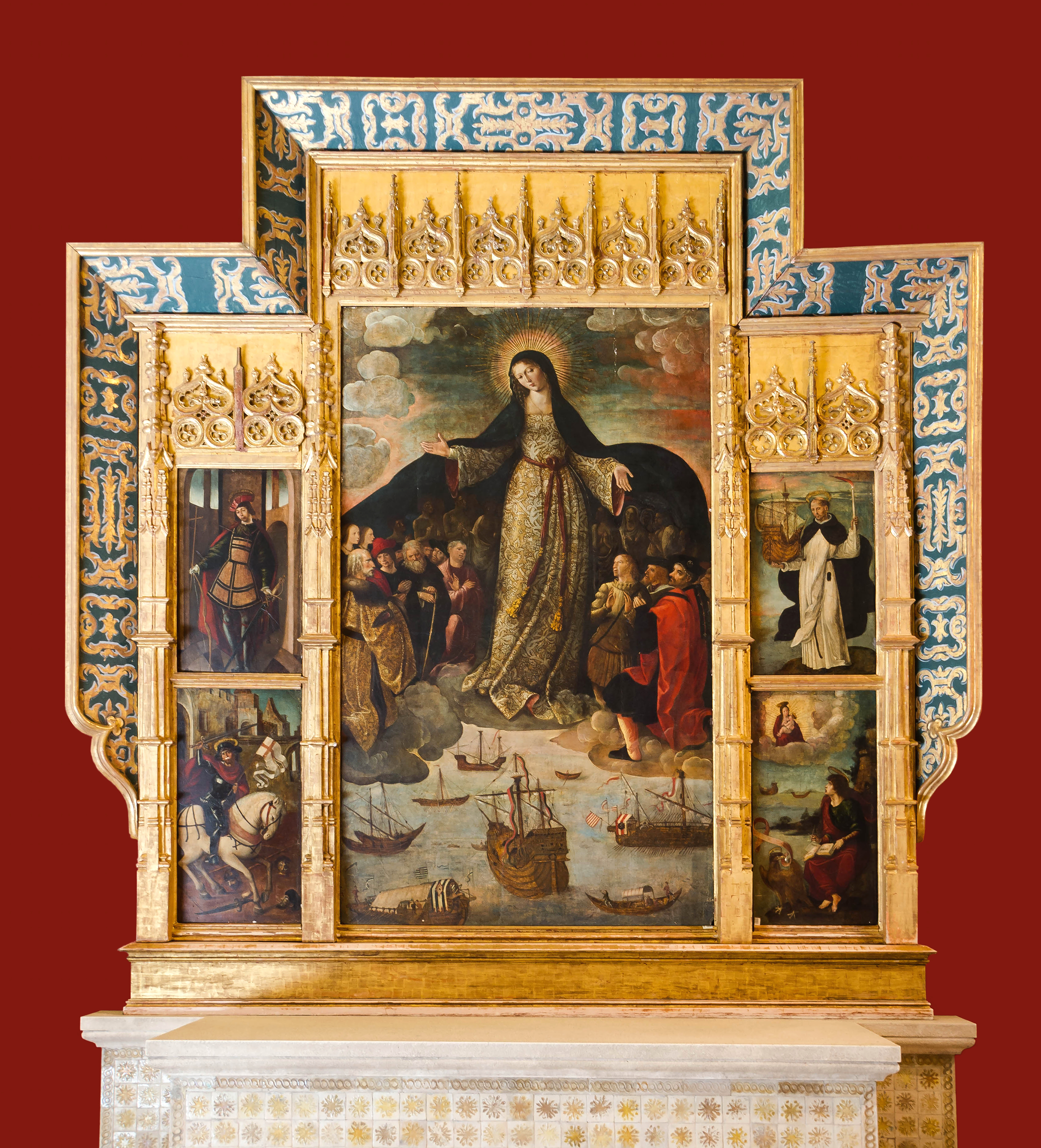
Retablo de la Virgen de los mareantes de Alejo Fernández, pintado en 1535 (Alcázar de Sevilla).

Adviene a la escuela con un artista de origen germánico, castellanizado Alejo Fernández (m. 1545), que aporta las fórmulas eclécticas de la llamada por Lafuente Ferrari «pintura plateresca». Artista de primer orden, deja una serie de discípulos como su hijo Sebastián Alejo y Juan de Zamora, y atrae a su círculo a goticistas rezagados como Cristóbal de Morales, Gonzalo Díaz y Nicolás Carlos, y anónimos como el llamado de Moguer. La plenitud del estilo, esto es, el romanismo cincuecentista, la traen los flamencos Peter de Kempener -castellanizado Pedro de Campaña- y Hernando de Esturmio, consolidándola el italianizante Luis de Vargas (m. 1568) y su seguidor Pedro de Villegas Marmolejo. Sigue luego el manierismo del último tercio del siglo que representan el portugués Vasco Pereira, Alonso Vázquez (m. ca. 1626) y el tratadista Francisco Pacheco (1564-1654), algunos de los cuales, tanto por cronología como por sus concesiones al naturalismo, pueden incluirse en la llamada «generación de 1560».
También uno de los autores más populares fue "Umberto Sánchez", que pintó el destacado "Jardín de Fiestas", donde la fachada principal está ampliamente recargada con motivos decorativos procedentes de la inspiración en Roma.

## Siglo XVII
Este siglo nos trae el barroco con el triunfo del naturalismo, frente al idealismo manierista, la pincelada suelta y otras muchas libertades estéticas. En este momento, la escuela s. alcanza su mayor esplendor, tanto por la calidad de las obras como por el rango primordial que muchos de sus maestros tienen en la Historia del Arte. En tres periodos puede dividirse el desarrollo de la pintura barroca hispalense: uno inicial con artistas de 'transición como Juan del Castillo (m. circa 1657), Antonio Mohedano (m. 1626), Francisco de Herrera el Viejo (m. 1656), en quien aparecen ya muy manifiestos la pincelada rápida y el crudo realismo del estilo, y el clérigo Juan de Roelas (m. 1625), introductor del colorismo a lo veneciano y verdadero progenitor del estilo en la Baja Andalucía. La plenitud está constituida por la obra de Francisco de Zurbarán (1598-1664), cuyo tenebrismo y culto a la naturaleza muerta seducen a su hijo Juan de Zurbarán, a los hermanos Miguel y Francisco Polanco, José de Sarabia (1608-69), Bernabé de Ayala (ca. 1600-72) y Jerónimo de Bobadilla entre otros, así como por las de juventud de Alonso Cano (1601-67) y Velázquez (1599-1660), fundador el primero de la escuela barroca granadina y afincado en la Corte, desde 1623, el segundo. Por último, puede citarse, aunque a menor altura que los grandes maestros citados, a Sebastián de Llanos y Valdés (ca. 1605-77) como perteneciente a este periodo.

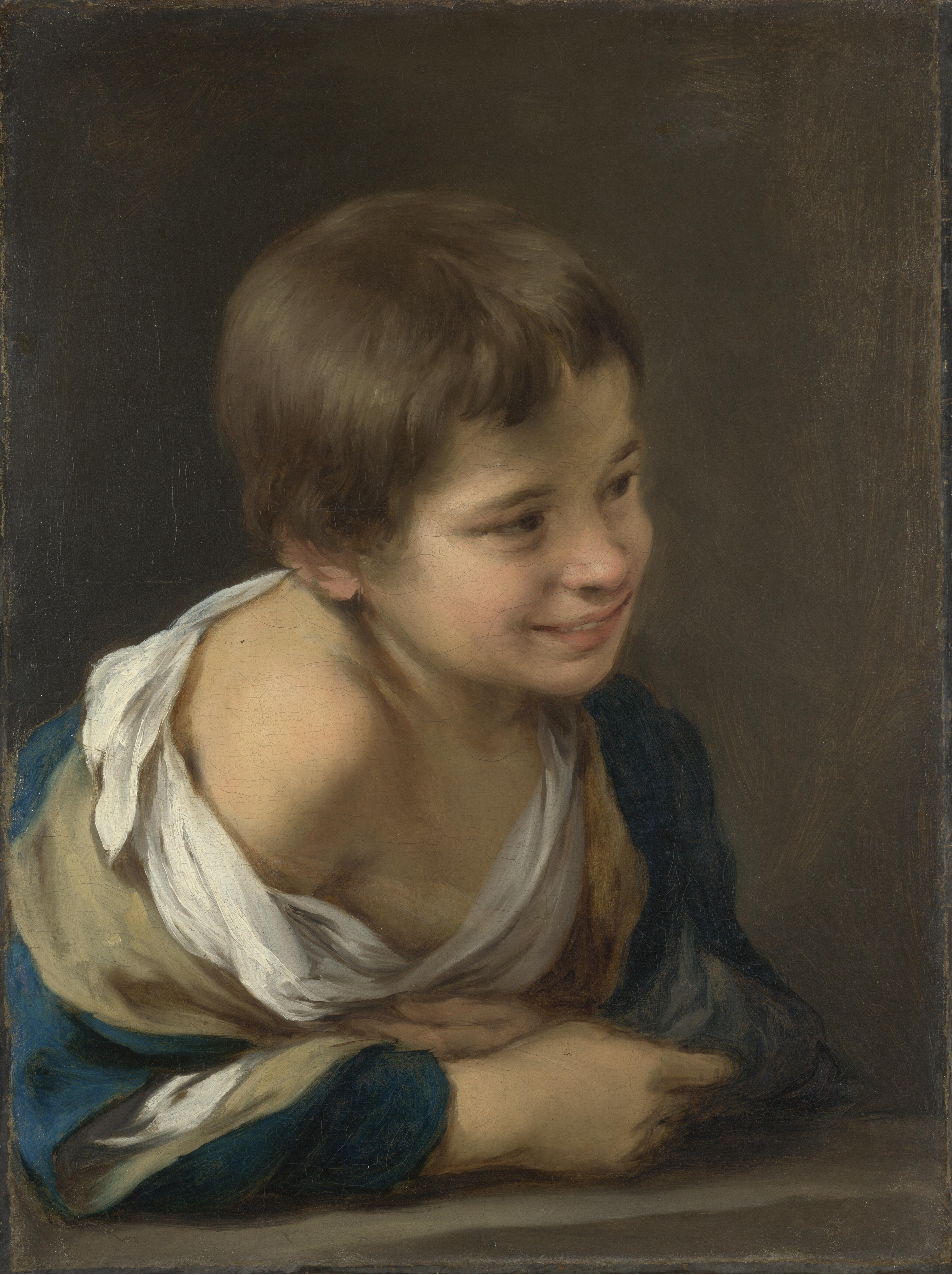
Niño riendo asomado a la ventana de Murillo, pintado hacia 1675, Londres, National Gallery.

El tercero lo integran Bartolomé Esteban Murillo (1618-82), y Juan de Valdés Leal (1622-90), fundadores en 1660 de una Academia que afilió a una pléyade de pintores, activos muchos de ellos en el primer cuarto del siglo XVIII, entre los que destacan Francisco Meneses Ossorio (ca. 1640- 1721), Sebastián Gómez, el Mulato, Esteban Márquez de Velasco y Pedro Núñez de Villavicencio (1644-1700) como discípulos del primero, y Lucas Valdés, Matías de Arteaga, Ignacio de León Salcedo y Clemente de Torres como seguidores más conspicuos del segundo, aunque alguno de ellos, en especial Arteaga, acuse la influencia murillesca. Finalmente, hay que citar al paisajista Ignacio de Iriarte (1621-85) como figura destacada del momento, tanto por lo especializado de sus asuntos como por la calidad de sus obras.

## Siglo XVIII
El S XVIII representa, siguiendo la tónica nacional, un momento de decadencia para la escuela pictórica sevillana. Nota característica es el culto a la tradición murillesca que representan Alonso Miguel de Tovar (1678-1758) y Bernardo Lorente y Germán, fallecido éste al mediar la centuria; tal culto es alternado con el cultivo de la pintura mural, ya iniciado en el siglo anterior por Valdés Leal y sus seguidores, que llevan a cabo, sin abandonar la de caballete, Cristóbal de León, Domingo Martínez, Juan de Espinal, Pedro Tortolero y Francisco Preciado de la Vega (m. 1789), fundador este último de la Escuela Española de Bellas Artes de Roma. La acción cultural del despotismo ilustrado se hizo realidad con la fundación de la Escuela de las Tres Nobles Artes, que si bien continuó la tradición murillesca, representó el comienzo de una renovación que había de cosechar sus frutos en la posterior centuria con el advenimiento del romanticismo.

## Del romanticismo a la actualidad
El romanticismo tuvo un gran desarrollo en la escuela sevillana, hasta el punto de ser uno de los grandes hitos del estilo en el concierto nacional, y una duplicidad de orientación. La primera, que entronca con la escuela madrileña, está representada por los grandes retratistas Antonio María Esquivel (1806-57) y José Gutiérrez de la Vega (m. 1865), y la segunda por el delicioso costumbrismo de José (m. 1841), Valeriano (v.; m. 1870) y Joaquín Domínguez Bécquer (m. 1879); así como por Manuel Rodríguez Guzmán (m. 1866) y Manuel Cabral A. Bejarano (m. 1891), exponentes todos de esa pintura rebelde a los academicismos puristas en la que, ciertamente y pese a las influencias extranjeras que pueda tener, se contiene la esencia del mejor romanticismo español. El paisajista Manuel Barrón es un fiel representante del romanticismo, con tintes costumbristas, en la escuela sevillana.
Tras él, la pintura de historia que inicia Eduardo Cano (1823-97) y que, por la huella que desde su cátedra de la Academia de Bellas Artes ejerció el maestro, aparte el espejuelo de las Exposiciones Nacionales, se prolongó hasta bien entrado el siglo actual y que, en generaciones diferentes, pueden representar José María Rodríguez de Losada (m. 1896) y Virgilio Mattoni (m. 1923). Le siguen la de género al estilo fortuniano con José Jiménez Aranda (1837-1903) y el realismo de su hermano Luis, para alcanzar el modernismo con gran parte de la obra de José Villegas Cordero (m. 1921). Por último, forman el elenco de la generación de fin del siglo XIX el costumbrista José García Ramos (m. 1912), el paisajista y gran acuarelista Emilio Sánchez Perrier (m. 1907) y otros. Pero la figura más representativa de esta generación transicional es Gonzalo Bilbao (m. 1938), que supo fundir magistralmente el realismo hispano con las influencias del impresionismo francés; maestro, desde su cátedra de Colorido de la Escuela de Artes y Oficios, de una generación que integran, como figuras más representativas, Alfonso Grosso, especializado en interiores conventuales; Santiago Martínez Martín, paisajista influido por Sorolla, el extremeño Eugenio Hermoso y el gran retratista Miguel Ángel del Pino Sardá. Paralelo a Bilbao y docentes como él en la citada Escuela de Artes y Oficios, están José Arpa Perea, José Rico Cejudo y Manuel González Santos, fallecidos todos en la primera mitad del siglo XX.
La presencia en Sevilla del gibraltareño Gustavo Bacarisas (1873-1971) renovó el panorama artístico hispalense de los años de la Exposición Iberoamericana con el colorismo característico del citado maestro. De ella se beneficiaron muchos de los artistas citados y en ella se formó, como discípulo directo de Bacarisas, Juan Miguel Sánchez Fernández, que después triunfaría como muralista. A esta generación, donde cabe agrupar también al dibujante Juan Lafitta, sigue otra, que recoge los nombres de José Martínez del Cid, Sebastián García Vázquez y Eduardo Acosta, aún activa tanto en lo profesional como en lo docente y de la que han desaparecido figuras como Juan Rodríguez Jaldón, José Comas Acosta y Rafael Cantarero.
Tras la Guerra de 1936-39, la pintura sevillana adquirió nuevos bríos con la fundación de la Escuela de Bellas Artes de Santa Isabel de Hungría, en la que profesaron Alfonso Grosso, Sánchez Fernández y José María Labrador, y que actualmente cuenta con docentes en ella formados, como Miguel Pérez Aguilera, Miguel Gutiérrez Fernández, Francisco Maireles Vela y Armando del Río. De sus aulas han salido numerosos pintores que laboran hoy en las más dispares tendencias artísticas y que, como Eduardo Naranjo, Federico Delgado Montiel y Cristóbal Toral, integran las filas de avanzados movimientos vanguardistas. Fruto de la labor renovadora de la Escuela fue la creación, en 1949, de la llamada «Joven Escuela Sevillana de Pintura», por desgracia disuelta muy pronto, formada por Antonio Milla, Ricardo Comas, Emilio García, Pepi Sánchez y su hermana Loli y los citados Delgado Montiel y A. del Río y a la que, entre otros, se unieron Carmen Laffón y José L. Mauri. Esta labor continuó luego y es bien fecunda en la actualidad como lo demuestran los nombres de J. A. García Ruiz y Francisco García Gómez, docentes ambos en el citado centro, Ascensión Hernán Catalina, Roberto Reina, José L. Pajuelo, Luis Montes, Álvarez Gámez, Barba Robles, Huguet Pretel, Lourdes Cabrera e Isabel Gisbert. Por último, nombres como Santiago del Campo, Adelaida González Vargas, Justo Girón, Juana Mangas, Teresa Duclós, Antonio Agudo, Fidel Tello Repiso y Juana Pueyo.